# 港警察署 (愛知県)
港警察署（みなとけいさつしょ）は、愛知県警察が管轄する警察署の一つである。

## 所在地
- 名古屋市港区入船二丁目4番16号
- 名古屋市港区港町1-9（分庁舎）

## 管轄区域
- 名古屋市港区
- 港則法施行令（昭和40年政令第219号）別表第一の名古屋港の区域（海面、名古屋市南区、同市緑区及び東海市のうち天白川千鳥橋下流の河川水面、名古屋市中川区のうち庄内川明徳橋下流の河川水面並びに海部郡飛島村のうち日光川水こう門下流の河川水面に限る。）、名古屋市中川区のうち新川日之出橋下流の河川水面

## 沿革
- 1918年（大正7年）1月8日 - 南区東築地町イの割・ロの割・ハの割・ニの割・西築地・東築地・稲永新田・熱田新田を管轄する熱田警察署築地分署が水上警察署内に新設[1]。
- 1926年（大正15年)6月 - 築地分署が廃止され、築地警察署となる[1]。独立庁舎および独立職員は持たず、名古屋水上警察署において、両警察署兼務の形で業務を行った[2]。
- 1938年（昭和13年）
  - 11月 - 独立庁舎竣工[2]。
  - 12月21日 - 名古屋水上警察署と築地警察署が合併し、名古屋臨港警察署となる[2]。
- 1944年（昭和19年）2月11日 - 管轄と行政区を一致させ、愛知県港警察署となる[2]。
- 1959年（昭和34年）11月11日 - 名古屋港水面等を管轄する名古屋水上警察署が改めて発足し、分離する[2]。
- 2013年（平成25年）
  - 4月1日 - 名古屋水上警察署の廃止に伴い、同署の管轄地域であった埋め立て地域も所管となった。管轄区域の他、交番・取り扱い中の事件事故などはすべて港警察署が引き継ぐ。
  - 10月15日 - 運転免許証更新申請業務を分庁舎（旧・名古屋水上警察署）に移管。
- 2021年（令和3年）4月5日 - 築地交番の建て替え工事が完了し、同日午前11時ごろより業務を再開[3]。

## 組織
- 警務課
  - 警務係
  - 住民サービス係
  - 留置管理係
- 会計課
  - 会計係
- 生活安全課
  - 生活安全(第一係・第二係)
  - 少年係
  - 保安(第一係・第二係)
- 地域課
  - 地域総務係
  - 地域(第一係～第三係)
  - 特別警戒隊
- 船舶課
  - 船舶係
- 刑事課
  - 刑事総務係
  - 強行(第一係・第二係)
  - 盗犯(第一係・第二係)
  - 鑑識係
  - 知能係
  - 暴力薬物係
- 交通課
  - 交通総務係
  - 交通規制係
  - 指導取締係
  - 事故捜査係
- 警備課
  - 警備係
  - 外事(第一係・第二係)

## 交番
（ ）の中は所在地
- 港明交番（名古屋市港区七番町四丁目13番地の3）
- 東築地交番（名古屋市港区木場町1番2）
- 築地交番（名古屋市港区港陽三丁目14番64号）
- 稲永駅前交番（名古屋市港区一州町1番11）
- 金城ふ頭交番（名古屋市港区金城ふ頭一丁目1番2）
- 汐止交番（名古屋市港区野跡二丁目3番5号）
- 南陽東交番（名古屋市港区東茶屋二丁目329番地）
- 南陽交番（名古屋市港区七反野一丁目205番地）
- 当知交番（名古屋市港区当知三丁目3807番地）
- 小碓交番（名古屋市港区泰明町一丁目1番3）
- 宝神交番（名古屋市港区神宮寺二丁目701番地）

## 駐在所
なし